# Rodolfo Sonego
Rodolfo Sonego, né le 27 février 1921 à Belluno (Vénétie) et mort le 15 octobre 2000, est un scénariste italien.

## Biographie
Étudiant à l'Académie des Beaux-Arts de Turin à la fin des années 1930, Rodolfo Sonego est mobilisé sur le front. Dès le 8 septembre 1943, il entre en résistance en Vénétie, sa région natale, devenant commandant d'une brigade de partisans appelée Fratelli Bandiera.
Après la guerre, c'est-à-dire en 1946, il collabore à un premier film, Pian delle stelle de Giorgio Ferroni, une œuvre tournée dans le massif des Dolomites et produit par un groupe de la Résistance, le Corpo volontari della libertà (it). Il poursuit avec Ferroni pour deux autres films. Établi à Rome, il fréquente le milieu des cafés-restaurants intellectuels dans lesquels il se lie à des personnalités comme Sergio Amidei, Mario Monicelli, Elio Petri, Franco Solinas ou Cesare Zavattini. Ainsi, se retrouve-t-il, au début des années 1950, parmi l'équipe nombreuse des scénaristes d'Achtung! Banditi!, réalisé par Carlo Lizzani. « C'est parce qu'ils savaient que j'avais été partisan qu'ils me demandèrent d'être leur conseiller », dira-t-il.
Si La Pensionnaire (Alberto Lattuada, 1954) est le premier film où s'affirme avec netteté son tempérament créatif, l'élément déterminant de sa carrière demeure la rencontre avec l'acteur Alberto Sordi, avec lequel il inaugure, la même année, une coopération stable grâce à Il seduttore de Franco Rossi. Entre eux, la connivence était parfaite. On pourra effectivement le constater, à travers une période au long cours, de Un eroe dei nostri tempi en 1955 à Incontri proibiti (1998), en passant par Una vita difficile (1961) et Lo scopone scientifico (1972).

## Filmographie partielle
- 1946 : Pian delle stelle de Giorgio Ferroni
- 1951 : Achtung! Banditi! de Carlo Lizzani
- 1951 : Anna d'Alberto Lattuada
- 1952 : Onze heures sonnaient (Roma ore 11) de Giuseppe De Santis
- 1953 : Les Amants de Villa Borghese (Villa Borghese) de Vittorio De Sica et Gianni Franciolini
- 1954 : La Pensionnaire (La spiaggia) d'Alberto Lattuada
- 1954 : Camilla de Luciano Emmer
- 1955 : Un héros de notre temps (Un eroe dei nostri tempi) de Mario Monicelli
- 1956 : Les Week-ends de Néron (Mio figlio Nerone) de Steno
- 1958 : Il marito de Nanni Loy et Gianni Puccini
- 1958 : Femmes d'un été (Racconti d'estate) de Gianni Franciolini
- 1959 : Il moralista de Giorgio Bianchi
- 1959 : Brèves Amours (Vacanze d'inverno) de Camillo Mastrocinque
- 1960 : Gastone de Mario Bonnard
- 1960 : Chacun son alibi (Crimen) de Mario Camerini
- 1960 : Il vigile de Luigi Zampa
- 1961 : La Fille dans la vitrine (La ragazza in vetrina) de Luciano Emmer
- 1961 : Une vie difficile (Una vita difficile) de Dino Risi
- 1961 : Les Guérilleros (I Briganti italiani) de Mario Camerini
- 1963 : Il comandante de Paolo Heusch
- 1963 : L'Amour à la suédoise (Il diavolo) de Gian Luigi Polidoro
- 1964 : Il disco volante de Tinto Brass
- 1964 : Les Poupées (Le bambole), segments La telefonata et La minestra
- 1965 : Les Complexés (I complessi), segment Guglielmo il dentone
- 1966 : Les Ogresses (Le fate), segments Fata Elena et Fata Marta
- 1967 : Un italiano in America d'Alberto Sordi
- 1968 : La Fille au pistolet (La ragazza con la pistola) de Mario Monicelli
- 1969 : Satyricon de Gian Luigi Polidoro
- 1969 : Amore mio aiutami d'Alberto Sordi
- 1970 : Drôles de couples (Le coppie), segments Il frigorifero, La camera et Il leone
- 1971 : Moi, la femme (Noi donne siamo fatte cosi), segments Cuore di padrone- Palmira et Chiamate Roma 21 - Fulvia
- 1971 : Détenu en attente de jugement (Detenuto in attesa di giudizio) de Nanni Loy
- 1971 : Bello, onesto, emigrato Australia sposerebbe compaesana illibata de Luigi Zampa
- 1972 : L'Argent de la vieille (Lo scopone scientifico) de Luigi Comencini
- 1973 : Una breve vacanza de Vittorio De Sica
- 1976 : Pudeurs à l'italienne (Il comune senso del pudore) d'Alberto Sordi
- 1977 : Qui a tué le chat ? (Il gatto) de Luigi Comencini
- 1978 : Le Témoin de Jean-Pierre Mocky
- 1982 : Io so che tu sai che io so d'Alberto Sordi
- 1982 : In viaggio con papà de Carlo Verdone
- 1984 : Tutti dentro d'Alberto Sordi
- 1985 : Plaisirs de femmes (it) (L'attenzione) de Giovanni Soldati (it)
- 1986 : Troppo forte de Carlo Verdone
- 1987 : Un tassinaro a New York d'Alberto Sordi
- 1990 : L'Avare (L'avaro) de Tonino Cervi
- 1992 : Infelici e contenti de Neri Parenti
- 1994 : Nestore, l'ultima corsa d'Alberto Sordi
- 1998 : Incontri proibiti d'Alberto Sordi